# Sant'Angelo d'Alife
Sant'Angelo d'Alife é uma comuna italiana da região da Campania, província de Caserta, com cerca de 2.406 habitantes. Estende-se por uma área de 33 km², tendo uma densidade populacional de 73 hab/km². Faz fronteira com Alife, Baia e Latina, Piedimonte Matese, Pietravairano, Raviscanina, San Gregorio Matese, Valle Agricola.

## Demografia
| Variação demográfica do município entre 1861 e 2011                               |
|                                                                                   |
| Fonte: Istituto Nazionale di Statistica (ISTAT) - Elaboração gráfica da Wikipedia |